# Pływanie na otwartym akwenie na Mistrzostwach Świata w Pływaniu 2022
Konkurencje w pływaniu na otwartym akwenie na 19. Mistrzostwach Świata w Pływaniu odbywały się w dniach 26–30 czerwca 2022 nad jeziorem Lupa.

## Harmonogram
Łącznie zostało rozegranych siedem konkurencji.
| Data       | Godzina | Konkurencja                 |
| ---------- | ------- | --------------------------- |
| 26 czerwca | 13:00   | Zespół                      |
| 27 czerwca | 09:00   | 5 km mężczyzn               |
| 27 czerwca | 12:00   | 5 km kobiet                 |
| 29 czerwca | 08:00   | 10 km kobiet                |
| 29 czerwca | 12:00   | 10 km mężczyzn              |
| 30 czerwca | 07:00   | 25 km kobiet 25 km mężczyzn |

## Medaliści

### Mężczyźni
| Konkurencja       | Złoto                         | Złoto     | Srebro                        | Srebro    | Brąz                         | Brąz      |
| Konkurencja       | Zawodnik                      | Czas      | Zawodnik                      | Czas      | Zawodnik                     | Czas      |
| 5 km (szczegóły)  | Florian Wellbrock · Niemcy    | 52:48,8   | Gregorio Paltrinieri · Włochy | 52:52,7   | Mychajło Romanczuk · Ukraina | 53:13,9   |
| 10 km (szczegóły) | Gregorio Paltrinieri · Włochy | 1:50:56,8 | Domenico Acerenza · Włochy    | 1:50:58,2 | Florian Wellbrock · Niemcy   | 1:51:11,2 |
| 25 km (szczegóły) | Dario Verani · Włochy         | 5:02:21,5 | Axel Reymond · Francja        | 5:02:22,7 | Péter Gálicz · Węgry         | 5:02:35,4 |

### Kobiety
| Konkurencja       | Złoto                            | Złoto     | Srebro                   | Srebro    | Brąz                             | Brąz      |
| Konkurencja       | Zawodniczka                      | Czas      | Zawodniczka              | Czas      | Zawodniczka                      | Czas      |
| 5 km (szczegóły)  | Ana Marcela Cunha · Brazylia     | 57:52,9   | Aurélie Muller · Francja | 57:53,8   | Giulia Gabbrielleschi · Włochy   | 57:54,9   |
| 10 km (szczegóły) | Sharon van Rouwendaal · Holandia | 2:02:29,2 | Leonie Beck · Niemcy     | 2:02:29,7 | Ana Marcela Cunha · Brazylia     | 2:02:30,7 |
| 25 km (szczegóły) | Ana Marcela Cunha · Brazylia     | 5:24:15,0 | Lea Boy · Niemcy         | 5:24:15,2 | Sharon van Rouwendaal · Holandia | 5:24:15,3 |

### Zespół
| Konkurencja        | Złoto                                                              | Złoto     | Srebro                                                                | Srebro    | Brąz                                                                                          | Brąz      |
| Konkurencja        | Zawodnicy                                                          | Czas      | Zawodnicy                                                             | Czas      | Zawodnicy                                                                                     | Czas      |
| Zespół (szczegóły) | Niemcy · Lea Boy · Oliver Klemet · Leonie Beck · Florian Wellbrock | 1:04:40,5 | Węgry · Réka Rohács · Anna Olasz · Dávid Betlehem · Kristóf Rasovszky | 1:04:43,0 | Włochy · Ginevra Taddeucci · Giulia Gabbrielleschi · Domenico Acerenza · Gregorio Paltrinieri | 1:04:43,0 |

## Klasyfikacja medalowa
Kolorem oznaczono gospodarza mistrzostw (Węgry)
| Miejsce | Państwo  | Złoto | Srebro | Brąz | Razem |
| ------- | -------- | ----- | ------ | ---- | ----- |
| 1.      | Włochy   | 2     | 2      | 2    | 6     |
| 2.      | Niemcy   | 2     | 2      | 1    | 5     |
| 3.      | Brazylia | 2     | 0      | 1    | 3     |
| 4.      | Holandia | 1     | 0      | 1    | 2     |
| 5.      | Francja  | 0     | 2      | 0    | 2     |
| 6.      | Węgry    | 0     | 1      | 1    | 2     |
| 7.      | Ukraina  | 0     | 0      | 1    | 1     |
| Razem   | Razem    | 7     | 7      | 7    | 21    |